# Bernhard Gander
Bernard Gander (Lienz, 1969) is een Oostenrijks componist. Hij studeerde piano en dirigeren aan het Tiroler Landeskonservatorium  in Innsbruck. Daarna studeerde hij compositie bij Beat Furrer. In vervolg op die cursussen vertrok hij naar Parijs en Zurich om zich te verdiepen in elektro-akoestische muziek. Zijn muziek wordt over de gehele wereld uitgevoerd door onder meer Klangforum Wien en andere ensembles gespecialiseerd in hedendaagse muziek. In 2005 ontving hij een (Oostenrijkse) staatsprijs.

## Oeuvre (selectief)
- (2000): Poème concret
- (2002) : fete.gare (voor ensemble)
- (2004) : Peter Parker (voor pianosolo)
- (2005) : ö (gebaseerd op muziek van Motörhead) (voor kwintet)
- (2006) : Bunny Games voor ensemble
- (2007) : Fluc ‘n’ flex  (accordeon-solo)